# ليونارد أ. أبركرومبي
ليونارد أ. أبركرومبي (بالإنجليزية: Leonard A. Abercrombie)‏ هو محامي أمريكي، ولد في 1832 في مقاطعة ماكون في الولايات المتحدة، وتوفي في 1891 في فيلادلفيا في الولايات المتحدة.